# Lepidagathis brevispica
Lepidagathis brevispica är en akantusväxtart som beskrevs av Cornelis Eliza Bertus Bremekamp. Lepidagathis brevispica ingår i släktet Lepidagathis och familjen akantusväxter. Inga underarter finns listade i Catalogue of Life.